# Trzęsienie ziemi na Krecie w 1810
Trzęsienie ziemi na Krecie w 1810 które pochłonęło 2000 ofiar

## Trzęsienie ziemi
W dniu 16 lutego 1810 roku o godz. 22:15 wystąpiło trzęsienie ziemi o sile 7,5 stopni skali Richtera. Trzęsienie ziemi spowodowało poważne szkody w Heraklionie i północno-wschodniej Krecie. Szkody odnotowano także na wyspach południowym w Morzu Egejskim w Kairze, Rosetta, Aleksandrii w północnym Egipcie i na Malcie. Trzęsienie ziemi było odczuwalne w Cyprze, Turcji, Syrii. Na skutek kataklizmu zginęło 2000 osób.